# رایان اندرسون (بسکتبال)
 رایان اندرسون (انگلیسی: Ryan Anderson؛ زادهٔ ۶ مهٔ ۱۹۸۸) یک بازیکن بسکتبال اهل ایالات متحده آمریکا است.